# Limnellia stenhammari
Limnellia stenhammari – gatunek muchówki z rodziny wodarkowatych i podrodziny Ephydrinae.
Gatunek ten opisany został w 1846 roku przez Johana Wilhelma Zetterstedta jako Ephydra stenhammari.
Muchówka o ciele długości od 1,2 do 1,5 mm. Głowę ma matowo ciemnobrązową z jedną parą szczecinek orbitalnych po bokach czoła i bocznymi szczecinkami skierowanymi pionowo w dół. Tułów ma matowo ciemnobrązowe śródplecze z szarymi kropkami i paskami. Skrzydła mają ponad dwie ciemne kropki przy wierzchołkowym odcinku żyłki radialnej R4+5. Ubarwienie przezmianek jest ciemne. Odnóża są w całości czarne.
Owad znany z Hiszpanii, Francji, Holandii, Niemiec, Danii, Szwecji, Norwegii, Finlandii, Szwajcarii, Austrii, Polski, Litwy, Estonii, Czech, Węgier, europejskiej części Rosji, Afryki Północnej, wschodniej Palearktyki i nearktycznej Ameryki Północnej.